# Meilen Tu
Meilen Tu (Tarzana, Kalifornia, 1978. január 17. –) amerikai teniszezőnő.
1994–2010 közötti profi pályafutása során egy egyéni és négy páros WTA-tornát nyert meg, emellett négy egyéni és négy páros ITF-tornagyőzelmet szerzett. Legjobb egyéni Grand Slam-tornaeredményét 2002-ben Wimbledonban szerezte, ahol a 3. körig jutott. Egyéniben a legjobb világranglista helyezése a 35. hely volt, amelyet 2007. június 11-én ért el, párosban 2007. október 22-én a 28. helyig jutott. 2007-ben tagja volt a világcsoportban elődöntőt játszó amerikai Fed-kupa-válogatottnak.
Szülei tajvani származásúak.

## Tornagyőzelmei

### Egyéni (1)
| Összesítés                 |                        |
| Grand Slam-torna (0)       |                        |
| WTA Tour Championships (0) |                        |
| Tier I (0)                 | Premier Mandatory* (0) |
| Tier II (0)                | Premier Five* (0)      |
| Tier III (0)               | Premier* (0)           |
| Tier IV (0)                | International* (0)     |
| Tier V (1)                 | International* (0)     |
| Olimpia (0)                |                        |

| Borítás szerint |
| Kemény (1)      |
| Salak (0)       |
| Fű (0)          |
| Szőnyeg (0)     |

| No. | Dátum           | Helyszín               | Borítás | Ellenfél a döntőben | Eredmény a döntőben |
| 1.  | 2001. január 1. | ASB Classic, Új-Zéland | Kemény  | Paola Suárez        | 7-6 (10-8), 6-2     |

## Év végi világranglista-helyezései
| Év       | 1994 | 1995 | 1996 | 1997 | 1998 | 1999 | 2000 | 2001 | 2002 | 2003 | 2004 | 2005 | 2006 | 2007 | 2008 |
| Helyezés | 158. | 159. | 140. | 79.  | 204. | 105. | 67.  | 45.  | 73.  | 145. | 161. | 119. | 89.  | 48.  | 635. |